# Crucella
Crucella är ett släkte av svampar. Crucella ingår i klassen Microbotryomycetes, divisionen basidiesvampar och riket svampar.
|          | Sporidiobolales                     |
|          |                                     |
|          | Microbotryales                      |
|          |                                     |
|          | Leucosporidiales                    |
|          |                                     |
|          | Heterogastridiales                  |
|          |                                     |
|          | Atractocolax                        |
|          |                                     |
|          | Curvibasidium                       |
|          |                                     |
|          | Kriegeria                           |
|          |                                     |
| Crucella | \| \| Crucella subtilis \| \| \| \| |
|          | \| \| Crucella subtilis \| \| \| \| |
|          | Camptobasidium                      |
|          |                                     |
|          | Crucella subtilis                   |
|          |                                     |

|  | Crucella subtilis |
|  |                   |